# Світовий конгрес кримських татар
Світовий конгрес кримських татар (крим. Butün-Dünya Qırımtatar Kongresi) — кримськотатарська всесвітня організація, створена в травні 2009. Координує діяльність кримськотатарських діаспорних громад по всьому світові.

## Осередки та вплив
Вкрай незначна частина громад діаспори у Туреччині, що є опонентами Меджлісу кримськотатарського народу, виступили проти визнання Дюн'я Конгресу. Окрім Туреччини, до конгресу увійшли організації Литви, Польщі, Румунії, Болгарії, США, Казахстану, Німеччини, Росії, Франції та Узбекистану.

## Політична орієнтація
Політична орієнтація Конгресу формально відсутня.
Конгрес визнав себе таким, що не має права безпосередньо брати участь у політичному процесі України, через свій статус міжнародної організації.

## Діяльність
Конгрес підтримує акції протесту, зокрема, навколо Соборної Мечеті, побудові якої багато років заважала адміністрація Сімферополя.
Всесвітній конгрес рішуче засуджує Анексію Криму Росією (2014) та підтримує територіальну цілісність України. У результаті, 43 діаспорних організацій Туреччини, включно з тими, що раніше були опонентами Меджлісу кримськотатарського народу, об'єдналися навколо Всесвітнього конгресу до Платформи кримськотатарських організацій.
Після анексії Криму Росією діяльність конгресу суттєво активізувалась. Приблизно раз на три місяця проходять засідання Координаційної ради ВККТ послідовно в країнах знаходження кримських громад: Румунії, Туреччині, Литві, Україні тощо.
1-2 серпня 2015 року за підтримки Туреччині в Анкарі пройшов ІІ Курултай (з'їзд) Всесвітнього конгресу кримських татар, на якому з привітаннями виступили міністр закордонних справ України Клімкін Павло Анатолійович, віце-прем'єр Уряду Туреччини Нуман Куртулмуш та заступник голови Великих національних зборів Туреччини Наджи Бостанджи.
Російська окупаційна влада завадила взяти участь у з'їзді більшості членів Меджлісу, які перебувають на окупованій території.